# 新潟県道343号下長橋上館線
新潟県道343号下長橋上館線（にいがたけんどう343ごう しもながはしかみたてせん）は、新潟県胎内市から同県新発田市に至る一般県道である。

## 概要

### 路線データ
- 起点：新潟県胎内市長橋字下長橋（国道7号・新潟県道591号中条インター線交点）
- 終点：新潟県新発田市下中字川前（国道7号交点）

## 通過する自治体
- 新潟県
  - 胎内市 - 新発田市

## 接続する道路
- 国道7号（中条黒川バイパス）・新潟県道591号中条インター線（起点：二軒茶屋交差点）
- 新潟県道292号金塚停車場線（新発田市貝屋）
- 新潟県道545号紫雲寺菅谷線（新発田市住田）
- 新潟県道343号下長橋上館線（旧道）（新発田市新保小路）
- 国道7号（終点：新発田市下中字川前）

旧道（新発田市新保小路 - 新発田市上館）
- 新潟県道343号下長橋上館線（現道）（新発田市新保小路）
- 新潟県道60号住吉上館線（新発田市上館地内（「新発田市中央公民館加治分館」付近）で重複）
- 国道7号（終点：上館三差路交差点）

## 周辺
- JR羽越本線
  - 金塚駅 - 加治駅
- 新潟県警察 新発田警察署
  - 金塚駐在所
  - 七葉駐在所
- 新発田市役所 加治川庁舎（加治川支所）
- 新発田市立加治川中学校
- 新発田市立七葉中学校
- 新発田市立加治川小学校
- 新発田信用金庫 加治支店
- JA北新潟
  - 加治支店
  - 金塚店
- 金塚郵便局
- 加治駅前郵便局
- 加治郵便局
- ひらせいホームセンター 新発田加治店
- タイヤガーデン 五月女（横浜ゴムグループ）
- 加治川